# Chattové

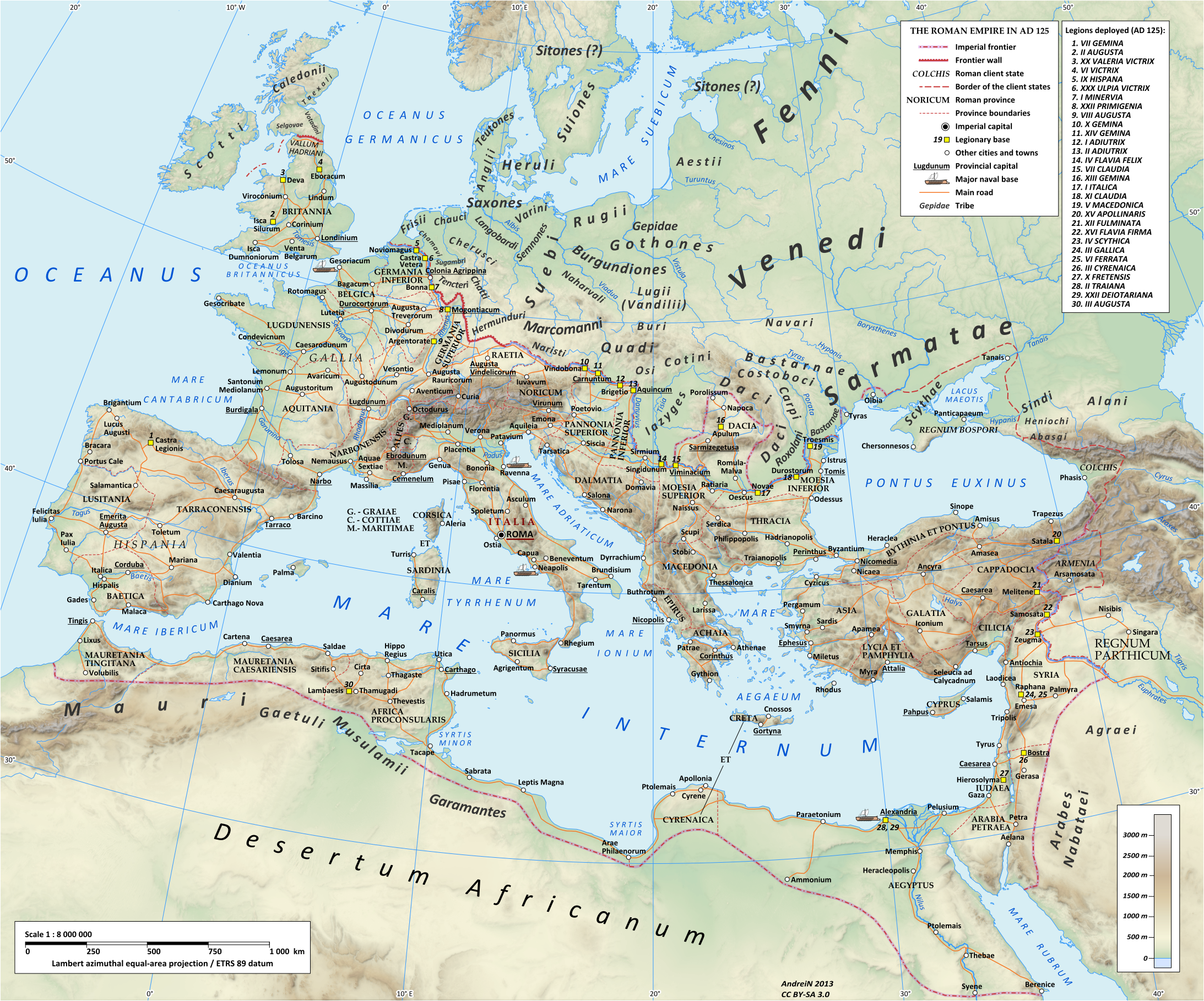
Římská říše za vlády císaře Hadriana (117–138); Chattové vyobrazeni ve středním Německu.

Chattové (také Chatti, Chatthi nebo Catti) byli starověký germánský kmen, jehož domovina se nacházela v oblasti středního a severního Hesenska a na jihu dolního Saska, podél horního toku řeky Vezery a v údolích a horách okolo řek Eder a Fulda. Území přibližně odpovídá regionu Hesensko-Kasselsko, i když bylo pravděpodobně poněkud rozsáhlejší. Podle Tacita, pocházeli Batavové z části Chattů, která své území kvůli vnitřním sporům opustila či byla vyhnána a usadila se v ústí Rýna.